# Sibley (Iowa)
Sibley és una població dels Estats Units a l'estat d'Iowa. Segons el cens del 2000 tenia 2.796 habitants.

## Demografia
Segons el cens del 2000, Sibley tenia 2.796 habitants, 1.161 habitatges, i 743 famílies. La densitat de població era de 670,5 habitants/km².
Dels 1.161 habitatges en un 28,6% hi vivien nens de menys de 18 anys, en un 54,8% hi vivien parelles casades, en un 7% dones solteres, i en un 36% no eren unitats familiars. En el 33,4% dels habitatges hi vivien persones soles el 19,9% de les quals corresponia a persones de 65 anys o més que vivien soles. El nombre mitjà de persones vivint en cada habitatge era de 2,31 i el nombre mitjà de persones que vivien en cada família era de 2,95.
Per edats la població es repartia de la següent manera: un 23,7% tenia menys de 18 anys, un 7,2% entre 18 i 24, un 25% entre 25 i 44, un 20,4% de 45 a 60 i un 23,7% 65 anys o més.
L'edat mediana era de 42 anys. Per cada 100 dones de 18 o més anys hi havia 81,5 homes.
La renda mediana per habitatge era de 33.173 $ i la renda mediana per família de 43.882 $. Els homes tenien una renda mediana de 31.403 $ mentre que les dones 21.633 $. La renda per capita de la població era de 16.845 $. Entorn del 3,6% de les famílies i el 4,8% de la població estaven per davall del llindar de pobresa.

## Poblacions més properes
El següent diagrama mostra les poblacions més properes.